# A466 (Frankrijk)
De A466 is een korte Franse autosnelweg die de A6 bij Les Chères met de A46 bij Quincieux verbindt. De weg is alleen te bereiken in de rijrichtingen van zuid naar oost en vice versa. Het verschaft het oost-westverkeer - vooral van Clermont-Ferrand naar Genève/Chambéry en vice versa - een kortere en snellere passage van Lyon zonder dwars door de stad te hoeven rijden. De A466 is een van de meeste recente snelwegen in het Franse autoroutenetwerk.

## Bouw
In 2013 startte de aanleg van de A466. Op 4 juli 2015 werd de weg geopend.

## Tol
De A466 is een tolweg die eigendom is en wordt onderhouden door het bedrijf Autoroutes Paris-Rhin-Rhône (APRR).